# Mohamed Diab Al-Attar
Mohamed Diab Al-Attar (àrab: محمد دياب العطار, Muḥammad Diyāb al-ʿAṭṭār) (Alexandria, 17 de novembre de 1927 - 30 de desembre de 2016), conegut com a Ad-Diba, fou un futbolista egipci de la dècada de 1950.
Fou internacional amb la selecció d'Egipte amb la qual participà en els Jocs Olímpics de 1948 i 1958.
Pel que fa a clubs, destacà a Al-Ittihad Alexandria Club.
Com a àrbitre participà en la Copa Àfrica de 1968 i a la Copa del Golf de 1972 i als Jocs Olímpics de 1976.